# João II, Duque de Cleves
João II, Duque de Cleves (em alemão:  Johann II., Herzog von Kleve; 13 de abril de 1458 – 15 de março de 1521), cognominado de o Clemente, foi duque de Cleves e conde de Mark de 1481 até à sua morte em 1521.
Era o segundo filho varão do duque João I e de Isabel de Nevers.

## Biografia
Em 1481, João sucede ao seu pai como duque de Cleves e conde de Mark. Rapidamente arruína complemente as finanças dos seus estados ao tentar imitar a corte de Borgonha. Para além disso, entra em conflito com os representantes dos seus estados, preocupados com a situação financeira, devendo fazer numerosas concessões, nomeadamente baixando os impostos, com reflexos no tesouro nacional.
Em 1496, ele realiza a União de Cleves, uma aliança com os vizinhos ducados Jülich-Berg, para contrabalançar a aliança da Borgonha com os Habsburgo. Por esta união, ele casa o seu filho e herdeiro, João III com a filha e herdeira do duque Guilherme IV de Jülich-Berg. Assim, João III, herda Jülich-Berg pela morte do sogro, em 1511, e Cleves-Mark pela morte do pai, em 1521.
Tal como os seus antecessores, João II opõe-se aos arcebispos de Colónia e aos duques de Gueldres.

## Casamento e descendência
Em 1489 João II casa com Matilde de Hesse (1473-1505) filha do landegrave de Hesse Henrique III, de quem teve quatro filhos:
- Hermann de Cleves (n. em 1485) que casa com Leonarda Perreau (filha de Adriano Perreau e de Joana de Corbigny). Com descendência mas é o irmão mais novo que sucede no título.
- João III (Johann) (1490-1539), que sucede ao pai em 1521. Anteriormente herdara, do sogro, o ducado de Julich-Berg em 1511.
- Ana (Anna) (1495-1567), que casa em 1518 com o conde Filipe III de Waldeck-Eisenberg;
- Adolfo (Adolf) (1498-1525)

João II teve também 69 filhos ilegítimos, o que lhe valeu o cognome em alemão de Kindermacher (em português:  fazedor de crianças)
Dentre seus inúmeros filhos ilegítimos, o mais conhecido era Joannes Decleva (ou Decleve), filho de João com uma húngara de origem judia.